# Tres de Febrero (partido)
Tres de Febrero (Partido van Drie van Februari) is een partido in de Argentijnse provincie Buenos Aires. Het bestuurlijke gebied telt 340.071 inwoners. Tussen 2001 en 2010 daalde het inwoneraantal met 1,07%.

## Districten in partido Tres de Febrero
- Caseros
- Churruca
- Ciudadela
- El Libertador
- El Palomar (Ciudad Jardín Lomas del Palomar)
- José Ingenieros
- Loma Hermosa
- Martín Coronado
- Once de Septiembre
- Pablo Podestá
- Remedios de Escalada
- Santos Lugares
- Sáenz Peña
- Villa Bosch
- Villa Raffo

| Caseros              | 90.313 | 95.785 | 11,2 km² | 8.552,23 inw/km²  |
| Churruca             | 5.784  | 4.099  | 0,4 km²  | 10.247,50 inw/km² |
| Ciudad Jardín        | 17.605 | 16.317 | 2,4 km²  | 6.798,75 inw/km²  |
| Ciudadela            | 73.155 | 73.031 | 6,8 km²  | 10.739,85 inw/km² |
| El Libertador        | 15.108 | 15.027 | 1,3 km²  | 11.559,23 inw/km² |
| José Ingenieros      | 7.223  | 8.208  | 1,1 km²  | 7.461,81 inw/km²  |
| Loma Hermosa         | 17.960 | 18.479 | 3,0 km²  | 6.159,67 inw/km²  |
| Martín Coronado      | 19.121 | 17.090 | 2,3 km²  | 7.430,43 inw/km²  |
| Once de Septiembre   | 4.355  | 6.366  | 0,6 km²  | 10.610,00 inw/km² |
| Pablo Podestá        | 12.852 | 12.762 | 1,4 km²  | 9.115,71 inw/km²  |
| Remedios de Escalada | 11.860 | 13.753 | 0,9 km²  | 15.281,11 inw/km² |
| Sáenz Peña           | 11.542 | 12.258 | 1,2 km²  | 10.215,00 inw/km² |
| Santos Lugares       | 17.023 | 16.526 | 3,2 km²  | 5.164,37 inw/km²  |
| Villa Bosch          | 24.702 | 23.323 | 2,6 km²  | 8.970,38 inw/km²  |
| Villa Raffo          | 7.864  | 7.046  | 0,9 km²  | 7.828,89 inw/km²  |